# Richard Swinburn
Sir Richard Hull Swinburn, KCB (* 30. Oktober 1937; † 11. Oktober 2017) war ein britischer Offizier und zuletzt Generalleutnant der British Army, der unter anderem von 1990 bis 1994 Kommandierender General des Heereskommandos Südost beziehungsweise seit 1992 des Heereskommandos Süd (General Officer Commanding-in-Chief, South-East District / Southern District) sowie zwischen 1994 und 1995 Kommandeur der Feldarmee (Commander, United Kingdom Field Army) und Generalinspekteur der Territorialarmee (Inspector General, Territorial Army) war.

## Leben

### Familiäre Herkunft, Ausbildung und Verwendungen als Offizier
Richard Hull Swinburn war der Sohn von Generalmajor Henry Robinson Swinburn, CB, OBE, MC (1897–1981) und Naomi Hull (1903–1992), Tochter von Generalmajor Sir Charles Patrick Amyatt Hull, KCB (1865–1920) und Schwester von Field Marshal Sir Richard Hull (1907–1989). Er selbst absolvierte nach dem Besuch des Wellington College in Crowthorne eine Offiziersausbildung an der Royal Military Academy Sandhurst (RMAS) und wurde nach deren Abschluss 1957 als Second Lieutenant der 17th/21st Lancers in die British Army übernommen. Daraufhin folgten zahlreiche Verwendungen als Offizier und Stabsoffizier. In deren Verlauf wurde er am 2. August 1959 zum Lieutenant, am 2. August 1963 zum Captain sowie am 31. Dezember 1969 zum Major befördert.
Als Lieutenant-Colonel war Swinburn zwischen März 1979 und November 1981 Kommandant der 17th/21st Lancers und wurde am 31. Dezember 1981 zum Colonel befördert, wobei diese rückwirkend zum 30. Juni 1981 erfolgte. Nach seiner Beförderung zum Brigadier am 30. Juni 1982 war er zwischen September 1982 und Dezember 1984 Kommandeur der 7. Panzerbrigade (Commanding, 7th Armoured Brigade). Im Dezember 1985 ins Verteidigungsministerium des Vereinigten Königreichs und war dort bis Juni 1987 Direktor für Heeresplanung (Director of Army Plans).

### Aufstieg zum Generalleutnant
Im Juli 1987 wurde Richard Swinburn als Nachfolger von Generalmajor Anthony Mullens Kommandeur der 1. Panzerdivision (General Officer Commanding, 1st Armoured Division). Er verblieb auf diesem Posten bis August 1989 und wurde daraufhin von Generalmajor Roger Wheeler abgelöst. Er wurde am 11. September 1987 zum Major-General befördert, wobei auch diese Beförderung rückwirkend zum 16. Oktober 1986 erfolgte. Danach war er als Nachfolger von Generalmajor Charles Guthrie von September 1989 bis zu seiner abermaligen Ablösung durch Generalmajor Roger Wheeler im November 1990 Assistierender Chef des Generalstabes (Assistant Chief of the General Staff).
Als Lieutenant-General wurde Swinburn im Dezember 1990 Nachfolger von Generalleutnant Sir Peter de la Billière Kommandierender General des Heereskommandos Südost beziehungsweise seit 1992 des Heereskommandos Süd (General Officer Commanding-in-Chief, South-East District / Southern District). Dieses Kommando hatte er bis Januar 1994 inne und wurde im Anschluss von Generalleutnant Sir Anthony Denison-Smith abgelöst. Im Rahmen der sogenannten „New Year Honours“ wurde er am 31. Dezember 1990 als Knight Commander des Order of the Bath (KCB) geadelt, so dass er fortan das Prädikat „Sir“ führte.
Zuletzt übernahm Generalleutnant Sir Richard Swinburn im Januar 1994 von Generalleutnant Sir Michael Rose Kommandeur der Feldarmee (Commander, United Kingdom Field Army) und verblieb in dieser Verwendung bis zu seinem Ausscheiden aus dem aktiven Militärdienst im Juli 1995, woraufhin Generalleutnant Sir Hew Pike ihn ablöste. Zugleich fungierte er zwischen Januar 1994 und Juli 1995 als Generalinspekteur der Territorialarmee (Inspector General, Territorial Army). Er bekleidete zudem als Nachfolger von Generalmajor Alastair Wesley Dennis von 1995 bis zu seiner Ablösung durch Brigadier William James Hurrell 2001 das Amt des Colonel of the Regiment der Queen’s Royal Lancers.
Swinburn war zwei Mal verheiratet. 1964 heiratete er in erster Ehe Jane Elsie Brodie, die 2001 verstarb. Am 20. Dezember 2012 heiratete er in Dummer Susan Rosemary Deptford, die in erster Ehe mit Brigadier Ronald Ivor Ferguson (1931–2003) verheiratet war.